# Torre de Enmedio (Asturias)
Torre de Enmedio está enclavado en el macizo Occidental de los Picos de Europa o Cornión, en la divisoria de los concejos asturianos de Amieva y Cangas de Onís  en la cordillera Cantábrica.
- Datos: Q5798222